# La Opinión (Ortigueira)
La Opinión fue un semanario editado en Ortigueira entre 1931 y 1933.

## Historia
Subtitulado Periódico político. Órgano del Partido Republicano Radical en la comarca de Ortigueira, apareció en 1931. De periodicidad semanal, estaba dirigido por Aniceto Pardo. Se editaba en la Tipografía El Noroeste de La Coruña. Cesó su publicación antes de junio de 1933.